# Bjørg Marit Valland
Bjørg Marit Valland (* 12. Dezember 1986) ist eine norwegische Biathletin.
Bjørg Marit Valland nahm seit 2007 an Rennen des Biathlon-Europacups teil. Ihre ersten Rennen bestritt sie in Geilo und gewann als 26. des Sprints in ihrem ersten Rennen auch erste Punkte. Weitere Einsätze folgten in den nächsten Jahren, bislang bestes Ergebnis ist ein 18. Rang im Sprint von Torsby. Bisheriger Karrierehöhepunkt war die Teilnahme an den Biathlon-Europameisterschaften 2008 in Nové Město na Moravě. Bei den kontinentalen Titelkämpfen wurde die Norwegerin im Einzel eingesetzt und erreichte Platz 45.